# Cal Playa
Cal Playa fou una antiga masia poc coneguda, al vessant sud-est del Turó de la Peira, als actuals carrers d'Ordesa, Canfranc i Passeig de Fabra i Puig. Fou enderrocada amb motiu de la urbanització del polígon del Turó de la Peira i de la construcció de la línia 5 de metro fins a l'estació d'Horta, el 1959.